# Luigi Di Marzio
Luigi Di Marzio (Bojano, 11 maggio 1951) è un politico italiano.

## Biografia
Si è laureato in Medicina all'Università di Bologna, specializzandosi in Igiene e medicina preventiva all'Università di Parma. Ispettore sanitario nel 1986 a Campobasso, dal 1995 è direttore  dell'ospedale regionale "Antonio Cardarelli" di Campobasso  e dal luglio 2010 contemporaneamente direttore dell'ospedale "Giuseppe Vietri" di Larino. 

## Attività politica
Alle elezioni politiche del 2018 è eletto senatore per la XVIII legislatura nel collegio uninominale Molise - 01 in  Movimento 5 Stelle con il 44,50% dei voti, sopravanzando l'ex presidente della Regione Angelo Michele Iorio del centrodestra (30,86%) ed Enrico Colavita del centrosinistra (17,66%). Nel dicembre 2019 è tra i 64 firmatari (solo tre del M5S) per il referendum sul taglio dei parlamentari dopo aver votato "sì" in luglio alla terza lettura della riforma costituzionale.
Il 16 gennaio 2020 lascia il Movimento 5 Stelle e aderisce al Gruppo misto del Senato.
Non si ricandida alle elezioni politiche del 2022.